# 6390 Hirabayashi
A 6390 Hirabayashi (ideiglenes jelöléssel 1990 BG1) a Naprendszer kisbolygóövében található aszteroida. K. Endate,  Vatanabe Kazuró fedezte fel 1990. január 26-án.